# مورچاخ
مورچاخ (به آلمانی: Mörtschach) یک منطقهٔ مسکونی در اتریش است که در ناحیه اشپیتال آن در دراو واقع شده‌است. مورچاخ ۹۴۲ نفر جمعیت دارد.